# USS LST-373
O USS LST-373 foi um navio de guerra norte-americano da classe LST que operou durante a Segunda Guerra Mundial.